# Coccophagus lycimnia
Coccophagus lycimnia — вид перетинчастокрилих комах родини Aphelinidae. Самиці чорного забарвлення, до 2 мм завдовжки. Паразитують на комахах родини Псевдощитівки (Coccidae). Найчастіше вражає види Saissetia oleae та Saissetia coffeae. Відкладає яйця на самиць, що ведуть нерухливий спосіб життя. Личинки з'їдають жертв заживо.